# Odilo Globocnik
Odilo Globocnik, né le 21 avril 1904 à Trieste et mort le 31 mai 1945 à Paternion, est un criminel génocidaire nazi, autrichien puis allemand, qui atteint le grade de SS-Gruppenführer und Generalleutnant der Polizei. Il participe à l’Anschluss. Il est ensuite Gauleiter à Vienne, puis SS- und Polizeiführer (SSPf) du district de Lublin, où il joue un rôle essentiel dans l'extermination des Juifs polonais et la création des centres d'extermination nazis. Durant l'été 1943, il est muté à Trieste à la limite de l’Istrie, zone particulièrement dangereuse en raison des durs combats avec les partisans yougoslaves. En fuite à la fin de la guerre, il est retrouvé rapidement par les troupes britanniques, à la suite de quoi il se suicide.

## Biographie

### Origines
Issu d'une famille germanisée d'origine slovène du côté paternel et serbo-croate du côté maternel, Globocnik est né en 1904 à Trieste, alors capitale de la province du Littoral autrichien.
Il entre début 1914 dans une école militaire afin de marcher dans les pas de son père, officier dans l'armée austro-hongroise, mais sa formation est interrompue par le déclenchement de la Première Guerre mondiale et il se réoriente dans l'ingénierie du bâtiment.
Après l'éclatement de l'Autriche-Hongrie, sa famille opte pour la nationalité autrichienne et s'installe à Klagenfurt. Pour soutenir financièrement sa famille, il devient à l'adolescence porteur de valises dans une gare. Il s'engage en parallèle dans les milices de volontaires pro-autrichiens qui affrontent en Carinthie les milices pro-slovènes de l'automne 1918 à l'été 1919, et fait de la propagande pour la cause autrichienne lors du plébiscite de Carinthie en 1920.
En 1922, il s'inscrit au parti nazi, où il s'occupe de la propagande et est chargé de mettre sur pied un réseau chargé de transférer des fonds depuis le Reich vers l'Autriche ; il est traduit à cinq reprises devant des tribunaux autrichiens pour trahison. En août 1932, il est arrêté pour être entré en contact avec des nazis incarcérés dans la prison de Klagenfurt.
Malgré son ascendance yougoslave trahie par son nom de famille et moquée par les autres nazis, Himmler défend Globocnik en expliquant que ses ancêtres auraient été des aryens slavisés puis regermanisés.

### Le Troisième Reich et l'Anschluss
En juin 1933, il participe à un attentat mortel contre un bijoutier juif à Vienne et l'année suivante, en 1934, il entre dans la SS. Il dirige un parti nazi en province et joue un rôle décisif dans la prise du pouvoir par les nazis en Autriche au moment de l'Anschluss. 
Le 24 mai 1938, Adolf Hitler le nomme Gauleiter du Bas-Danube (Vienne). En octobre, il organise avec Adolf Eichmann le regroupement à Vienne de 10 000 Juifs de la banlieue de la capitale autrichienne, en vue de leur expulsion hors du Reich. Il pratique également une politique de déchristianisation violente de l'Autriche, en confisquant de nombreux biens de l'Eglise catholique et en envoyant des prêtres à Dachau, ce qui lui vaut une forte résistance de la population autrichienne.
Impliqué dans un trafic de devises étrangères, il est démis de ses fonctions le 30 janvier 1939 et devient volontaire dans une unité combattante SS au sein de laquelle il fait la campagne de Pologne avec le grade de caporal. Le caractère impitoyable de Globocnik, très apprécié par Himmler, lui vaut ensuite une ascension rapide dans la SS.

### Responsable allemand dans le Gouvernement général de Pologne
Le 9 novembre 1939, Himmler le promeut SS-Brigadeführer et le nomme SSPf (chef de la SS et de la Police) du district de Lublin dans le Gouvernement général de Pologne, sous les ordres du HSSPf Friedrich-Wilhelm Krüger. 
Dans le cadre de ses nouvelles fonctions de responsable d'un district frontalier, il suggère à Himmler la réalisation d'un ensemble défensif le long de la frontière soviétique : pour la réalisation de ses ouvrages de défense, il emploie la main d’œuvre juive préalablement rassemblée dans le ghetto de Lublin.
Durant les premiers mois de ses fonctions, il rencontre fréquemment Himmler, venu s'enquérir des transferts de populations dans le Gouvernement général.
Cordialement détesté par Frank, gouverneur général de Pologne, et par son représentant à Lublin, Ernst Zörner, il se montre extrêmement corrompu ; Zörner s'oppose par exemple à ses tentatives pour soutirer des fonds au conseil juif du ghetto de Lublin. Il entretient avec Frank et son subordonné sur place des rapports empreints de mépris et de méfiance, cherchant toujours à s'appuyer sur Himmler et Hitler : il cherche fréquemment à court-circuiter l'administration civile au profit de sa propre administration, souhaitant par exemple exercer lui-même le contrôle de l'exploitation au profit du Reich des Juifs résidant dans son district, s'opposant en cela à l'action des structures mises en place par le gouverneur général et son administration, menant sa propre politique, sans tenir compte des directives de Frank,.
Défendant la dimension raciale de la politique menée en Pologne, il mène, dans le district dans lequel il est compétent, une brutale politique de génocide et d'épuration ethnique, dans le cadre de l’action Zamosc, entreprise de colonisation à l'échelle du cercle du même nom, situé dans le Sud du district de Lublin.
Au début de l'année 1943, à l'issue d'une confrontation entre Hans Frank et Heinrich Himmler et en plus de sa récente promotion au rang de SS-Gruppenführer, il est nommé gouverneur du district de Lublin, cumulant les fonctions civiles, dévolues aux subordonnées de Hans Frank, et les fonctions policières et raciales, confiées à la SS.
À ces fonctions de responsable territorial SS, il ajoute des fonctions policières, ayant notamment la charge de la répression des mouvements de résistance dans son district. Ainsi, face à la recrudescence des actions de la résistance polonaise dans le district de Zamosc à partir du mois de décembre 1942, il planifie, pour les mois juin et en juillet 1943, les opérations Werwolf I et II dans l'arrondissement de Zamosc.
Enfin, durant ses années de fonction à Lublin, il exerce une autorité judiciaire et disciplinaire sur les unités SS stationnées sur le territoire relevant de sa compétence, ayant notamment à gérer les démêlés judiciaires créés par la présence de l'unité d'Oskar Dirlewanger dans son district entre 1940 et 1942.

## Le criminel de guerre nazi

### Le colonisateur
Globocnik tient une place importante dans la mise en œuvre du plan Nisko, vaste projet qui consistait, dans le cadre de la politique de repeuplement par des Volksdeutsche des nouveaux territoires conquis à l'est, à créer une vaste réserve territoriale autour de Lublin pour y parquer des centaines de milliers de Juifs déportés des régions voisines, tous utilisés dans des camps de travail forcé. 
Nommé en juillet 1941 adjoint de Himmler pour la création de points d'appui SS dans le Gouvernement général, il participe au choix de Zamość pour la mise en place d'une colonie de peuplement expérimentale, tout en étant autorisé à faire réaliser des études géologiques et géographiques afin de planifier la disposition de points d'appuis SS dispersés entre la frontière polonaise et l'Oural; il reçoit la confirmation de ses choix lors de la visite de Himmler sur place le 20 juillet 1941. Afin de disposer de la main-d’œuvre nécessaire à la réalisation de ce programme, il ordonne la construction d'un camp de concentration, prévu pour 25 000  à   50 000 détenus.
Il crée ainsi un foyer SS, accueillant des experts dans les domaines coloniaux et raciaux, ce foyer devenant au fil du temps un centre de recherches devant faciliter la mise en œuvre d'un réseau de points d'appui pour les SS. Ce centre de recherche, très actif, emploie à l'automne 1943, près de deux cents personnes et propose aussi bien des projets coloniaux que des études sur la population polonaise et juive dans le district. Il crée un département et nomme à sa tête le docteur Hofbauer pour superviser l'opération. 
Parmi les responsables territoriaux de la SS de la Police, il est le seul à avoir non seulement élaboré, mais aussi mis en application des projets de recomposition urbaine, avec des plans de village, soumis à l'accord de Himmler en octobre 1941 : Globocnik réfléchit aussi au mode de vie des populations censées habiter ces villages refondés, à la toponymie marquée par le NSDAP.
Ainsi, sur une consigne de Himmler, donnée en juillet 1941, puis confirmée une année plus tard, il met en application ces principes dans la région de Zamość, créant de la sorte, en dehors des frontières du Reich, le premier foyer de colonisation mené par la SS, souhaitant transformer ce territoire en espace germanisé, en espace apaisé. De même, le 17 juillet 1941, il reçoit de Himmler la mission de la construction de l'ensemble des points d'appui de la SS dans tous les territoires à conquérir dans l'Est de l'Europe; pour remplir pleinement cette mission, il crée une agence, en liens avec les services de Hans Kammler; cependant, rapidement, dès l'automne 1941, son échec est patent, permettant à Kammler, notamment, de remettre en cause ces pouvoirs acquis de haute lutte durant l'été précédent.
Ce n'est cependant que durant l'été 1943 que le lancement des grandes opérations de répression aboutissent à l'abandon de fait des projets de colonisation dans l'arrondissement de Lublin

### Le gestionnaire de l'extermination des Juifs
Dans le cadre du plan Nisko, Globocnik préconise l'extermination des Juifs de la région de Lublin, après qu'on eut échoué à les refouler dans les territoires soviétiques,afin de permettre l'accueil de colons allemands. 
Au cours de l'année 1940, il fait exécuter de nombreux prisonniers et des Juifs de son district par noyade, avec le soutien actif des unités soviétiques positionnées de l'autre côté du Bug. 
Plus tard dans le conflit, il encourage une série d'exécutions de masse dans son district, tout d'abord à la fin de l'année 1940 puis durant l'été 1941 et l'automne de la même année.
Quelques mois plus tard, le 13 octobre 1941, il rencontre Himmler et Krüger et leur propose, dans le cadre d'un nettoyage général du Gouvernement général des Juifs et des Polonais, des plans d'une « portée considérable », selon ses propres termes, comprenant la création d'un centre d'extermination avec des chambres à gaz à Bełżec. Le Reichsführer-SS donne son accord de principe et approuve le choix du site. Le 1er novembre, des ouvriers polonais commencent la construction du centre.
Durant l'automne, il recherche de nouvelles manières d'exterminer les Juifs, à l'image des opérations menées par Arthur Nebe dans l’Ostland : il fait expérimenter l'extermination à la grenade dans des fosses communes creusées par les détenus eux-mêmes, tandis que ses services sont renforcés par des experts en gaz toxiques.
Après la conférence de Wannsee de janvier 1942, Globocnik est chargé de coordonner l'opération Reinhard, la déportation et l'extermination de tous les Juifs du Gouvernement général ; il présente cette extermination à Frank, gouverneur général, comme une déportation « de l'autre côté du fleuve Bug, ». Préalable à la mise en œuvre de cette déportation dans son district, une sélection est opérée entre les Juifs travaillant pour le compte de l'économie allemande et les autres : Globocnik met en place dans le district de Lublin un dispositif permettant la mise en œuvre de cette sélection.
Il dépend au niveau territorial du HSSPf du Gouvernement général, l’Obergruppenführer Friedrich-Wilhelm Krüger, mais il reçoit ses ordres directement de Himmler. Sa mission était de construire les centres d'extermination, de coordonner la déportation des Juifs, de les mettre à mort, de rassembler et transférer les objets de valeur dérobés sur les victimes ; Eichmann du RSHA à Berlin a la charge de l'organisation et de la surveillance des convois vers les centres d'extermination. Dans ce but, Globocnik crée un état-major spécial (Ausssiedlungsstab), dirigé par le SS-Sturmbannführer Hermann Höfle, chargé des déportations dans les districts de Lublin et de Varsovie.
Durant le 1er semestre 1942, tous les centres d'extermination dépendent directement de lui jusqu'à ce qu'il nomme Christian Wirth inspecteur général des centres d'extermination de l'opération Reinhard, le 2 août 1942. Le 18 août il accompagne Kurt Gerstein et Wilhelm Pfannenstiel pour leur inspection au camp de Belzec. Au vu du désordre général régnant à Treblinka fin août, il démet de ses fonctions le commandant du camp Irmfried Eberl et nomme à sa place Franz Stangl. Parallèlement Globocnik est chargé par Himmler de mettre en œuvre le Generalplan Ost pour la région de Lublin, ce qui se traduit en novembre 1942 par une vaste opération policière dans la région de Zamosc, à l'est de Lublin, visant à chasser et expulser les Polonais de leurs villages et à massacrer ceux qui s'y opposent. Fin août 1943, la liquidation des ghettos du Gouvernement général de Pologne étant achevée, l’Aktion Reinhardt est dissoute le 19 octobre 1943, les camps dans lesquels ont été assassinés environ 1 500 000 Juifs sont démantelés dans le but de ne laisser subsister aucune trace.

### Les camps de concentration et centres d'extermination de Globocnik
À plusieurs reprises au cours de l'année 1941, Himmler rencontre Globocnik pour la mise au point du programme de concentration et d'extermination des Juifs. Dès le printemps, il envisage la mise en place de camps de travail pour les Juifs de son district. Le 20 juillet 1941, il reçoit expressément la consigne de construire dans son district le camp d'extermination de Majdanek. Durant le mois de septembre, il prend le contrôle d'un terrain dans la banlieue de Lublin, puis fait construire par des prisonniers de guerre soviétiques les installations nécessaires au fonctionnement du camp, ainsi que les diverses usines prévues, notamment une usine de sous-vêtements, à la demande de Himmler.
Au mois de septembre, il lui est demandé d’ériger dans son district un second centre d'extermination, à Bełżec.

## La fin de la guerre
À la demande d'Erich von dem Bach-Zelewski, responsable SS de la lutte contre les mouvements de résistance, et de Richard Wendler (en) nouveau gouverneur du district de Lublin, il est éloigné à la fin de l'été 1943. Ainsi, le 13 septembre 1943, il est nommé HSSPf de la région Kustenland, la région de Slovénie annexée de fait au Reich, pour coordonner la lutte contre les partisans dans la zone d'opérations sur le littoral adriatique, composé de territoires italiens et slovènes occupés par l'Italie jusqu'au mois d’août 1943.
À l'approche des Alliés, il se réfugie en Carinthie autrichienne et se cache dans un chalet d'alpage près de Weissensee. Le 31 mai 1945, il est capturé par un commando britannique de hussards, à Paternion (Carinthie), et se suicide au cyanure.

## Dans la fiction
Odilo Globocnik apparaît dans le roman uchronique Fatherland de Robert Harris (1992) où il est le principal antagoniste. Dans l'adaptation du roman à la télévision, titrée Le Crépuscule des aigles en version française (de Christopher Menaul, 1994), son rôle est joué par John Shrapnel.
Odilo Globocnik et son action sont décrits dans le roman de Jonathan Littell Les Bienveillantes (éd. Gallimard, prix Goncourt 2006).